# Atletik under sommer-OL 2020 - 200 meter løb (damer)
Kvindernes 200 meter løb ved sommer-OL 2020 i Tokyo blev afholdt på Japans nationalstadion den 2. og 3. august.

## Resultater

### Indledende heats
Kvalifikationsregler: De tre første i hvert heat (Q) plus de tre hurtigste ellers (q) kvalificerede sig til semifinalerne.

#### Heat 1
| Placering | Bane | Udøvere                 | Nation          | Reaktion       | Tid   | Kommentarer |
| --------- | ---- | ----------------------- | --------------- | -------------- | ----- | ----------- |
| 1         | 6    | Marie-Josee Ta Lou      | Elfenbenskysten | 0,170          | 22,30 | Q           |
| 2         | 3    | Shaunae Miller-Uibo     | Bahamas         | 0,137          | 22,40 | Q           |
| 3         | 7    | Nzubechi Grace Nwokocha | Nigeria         | 0,156          | 22,47 | Q, PB       |
| 4         | 4    | Gloria Hooper           | Italien         | 0,191          | 23,16 | q, SB       |
| 5         | 2    | Ana Carolina Azevedo    | Brasilien       | 0,192          | 23,20 | SB          |
| 6         | 5    | Olga Safronova          | Kasakhstan      | 0,162          | 23,64 |             |
|           |      |                         |                 | Vind: +0,3 m/s |       |             |

#### Heat 2
| Placering | Bane | Udøvere                      | Nation     | Reaktion       | Tid   | Kommentarer |
| --------- | ---- | ---------------------------- | ---------- | -------------- | ----- | ----------- |
| 1         | 6    | Shelly-Ann Fraser-Pryce      | Jamaica    | 0,140          | 22,22 | Q           |
| 2         | 3    | Beatrice Masilingi           | Namibia    | 0,185          | 22,63 | Q, NR       |
| 3         | 2    | Dafne Schippers              | Holland    | 0,151          | 23,13 | Q           |
| 4         | 8    | Lisa Marie Kwayie            | Tyskland   | 0,169          | 23,14 | q           |
| 5         | 7    | Rafaéla Spanoudaki-Hatziriga | Grækenland | 0,131          | 23,16 | q           |
| 6         | 4    | Lucia Moris                  | Sydsudan   | 0,149          | 25.24 |             |
| 7         | 5    | Najma Parveen                | Pakistan   | 0,173          | 28.12 | SB          |
|           |      |                              |            | Vind: +0,4 m/s |       |             |

#### Heat 3
| Plassering | Bane | Utøver            | Nasjon    | Reaksjon       | Tid   | Kommentarer |
| ---------- | ---- | ----------------- | --------- | -------------- | ----- | ----------- |
| 1          | 8    | Mujinga Kambundji | Schweiz   | 0,129          | 22,26 | Q, =NR      |
| 2          | 5    | Anavia Battle     | USA       | 0,129          | 22,54 | Q           |
| 3          | 4    | Gemima Joseph     | Frankrig  | 0,153          | 22,94 | Q           |
| 4          | 7    | Jaël Bestué       | Spanien   | 0,171          | 23,19 | PB          |
| 5          | 6    | Inna Eftimova     | Bulgarien | 0,141          | 23,42 |             |
|            |      |                   |           | Vind: -0,2 m/s |       |             |

#### Heat 4
| Placering | Bane | Udøvere                 | Nation    | Reaktion       | Tid   | Kommentarer |
| --------- | ---- | ----------------------- | --------- | -------------- | ----- | ----------- |
| 1         | 3    | Christine Mboma         | Namibia   | 0.275          | 22,11 | Q, NR       |
| 2         | 2    | Gabrielle Thomas        | USA       | 0,172          | 22,20 | Q           |
| 3         | 5    | Aminatou Seyni          | Niger     | 0,144          | 22,72 | Q, SB       |
| 4         | 8    | Roda Njobvu             | Zambia    | 0,145          | 23,33 |             |
| 5         | 6    | Jessica-Bianca Wessolly | Tyskland  | 0,176          | 23,41 |             |
| 6         | 4    | Vitória Cristina Rosa   | Brasilien | 0,187          | 23,59 |             |
| 7         | 7    | Dutee Chand             | Indien    | 0,140          | 23,85 | SB          |
|           |      |                         |           | Vind: +0,7 m/s |       |             |

#### Heat 5
| Placering | Bane | Udøvere                 | Nation    | Reaktion       | Tid            | Kommentarer |
| --------- | ---- | ----------------------- | --------- | -------------- | -------------- | ----------- |
| 1         | 4    | Anthonique Strachan     | Bahamas   | 0,155          | 22,76          | Q, =SB      |
| 2         | 6    | Lorene Bazolo           | Portugal  | 0,130          | 23,21          | Q           |
| 3         | 7    | Dalia Kaddari           | Italien   | 0,144          | 23,26 (23.251) | Q           |
| 4         | 2    | Shericka Jackson        | Jamaica   | 0,167          | 23,26 (23.255) |             |
| 5         | 3    | Ivet Lalova-Collio      | Bulgarien | 0,158          | 23,39          | SB          |
| 6         | 5    | Veronica Shanti Pereira | Singapore | 0,164          | 23,96          | SB          |
|           |      |                         |           | Vind: -0,3 m/s |                |             |

#### Heat 6
| Placering | Bane | Udøvere               | Nation         | Reaktion       | Tid   | Kommentarer |
| --------- | ---- | --------------------- | -------------- | -------------- | ----- | ----------- |
| 1         | 6    | Crystal Emmanuel      | Canada         | 0,157          | 22,74 | Q, SB       |
| 2         | 8    | Beth Dobbin           | Storbritannien | 0,136          | 22,78 | Q, =SB      |
| 3         | 5    | Elaine Thompson Herah | Jamaica        | 0,165          | 22,86 | Q           |
| 4         | 4    | Imke Vervaet          | Belgien        | 0,138          | 23,05 | q, PB       |
| 5         | 7    | Phil Healy            | Irland         | 0,140          | 23,21 | SB          |
|           |      |                       |                | Vind: +0,4 m/s |       |             |

#### Heat 7
| Placering | Bane | Udøvere              | Nation       | Reaktion       | Tid   | Kommentarer |
| --------- | ---- | -------------------- | ------------ | -------------- | ----- | ----------- |
| 1         | 2    | Jenna Prandini       | USA          | 0,163          | 22,56 | Q           |
| 2         | 6    | Gina Bass            | Gambia       | 0,158          | 22,74 | Q           |
| 3         | 7    | Riley Day            | Australien   | 0,155          | 22,94 | Q           |
| 4         | 5    | Maja Mihalinec Zidar | Slovenien    | 0,145          | 23,62 | SB          |
| 5         | 4    | Kristina Marie Knott | Filippinerne | 0,133          | 23,80 |             |
|           | 8    | Jamile Samuel        | Holland      |                |       | DNS         |
|           |      |                      |              | Vind: +0,9 m/s |       |             |

### Semifinaler
Kvalifikationsregler: De to første i hvert heat (Q) plus de to hurtigste ellers (q) kvalificerede sig til finalen.

#### Semifinale 1
| Placering | Bane | Udøvere                 | Nation     | Reaktion       | Tid            | Kommentarer |
| --------- | ---- | ----------------------- | ---------- | -------------- | -------------- | ----------- |
| 1         | 6    | Shelly-Ann Fraser-Pryce | Jamaica    | 0,143          | 22,13          | Q           |
| 2         | 4    | Beatrice Masilingi      | Namibia    | 0,181          | 22,40          | Q, PB       |
| 3         | 5    | Anthonique Strachan     | Bahamas    | 0,153          | 22,56 (22.551) | SB          |
| 4         | 9    | Riley Day               | Australien | 0,147          | 22,56 (22.557) | PB          |
| 5         | 7    | Jenna Prandini          | USA        | 0,142          | 22,57          |             |
| 6         | 2    | Dafne Schippers         | Holland    | 0,151          | 23,03          |             |
| 7         | 8    | Lorene Bazolo           | Portugal   | 0,138          | 23,20          |             |
| 8         | 3    | Lisa Marie Kwayie       | Tyskland   | 0,169          | 23,42          |             |
|           |      |                         |            | Vind: +0,3 m/s |                |             |

#### Semifinale 2
| Placering | Bane | Udøvere                      | Nation         | Reaktion       | Tid   | Kommentarer |
| --------- | ---- | ---------------------------- | -------------- | -------------- | ----- | ----------- |
| 1         | 9    | Elaine Thompson-Herah        | Jamaica        | 0,165          | 21,66 | Q PB        |
| 2         | 4    | Christine Mboma              | Namibia        | 0,168          | 21,97 | Q, WU20R    |
| 3         | 6    | Gabrielle Thomas             | USA            | 0,144          | 22,01 | q           |
| 4         | 5    | Gina Bass                    | Gambia         | 0,117          | 22,67 |             |
| 5         | 8    | Beth Dobbin                  | Storbritannien | 0,145          | 22,85 |             |
| 6         | 7    | Crystal Emmanuel             | Canada         | 0,166          | 23,05 |             |
| 7         | 2    | Gemima Joseph                | Frankrig       | 0,168          | 23,19 |             |
| 8         | 1    | Gloria Hooper                | Italien        | 0,197          | 23,28 |             |
| 9         | 3    | Rafaéla Spanoudaki-Hatziriga | Grækenland     | 0,117          | 23,38 |             |
|           |      |                              |                | Vind: +0,3 m/s |       |             |

#### Semifinale 3
| Placering | Bane | Udøvere                 | Nation          | Reaktion       | Tid   | Kommentarer |
| --------- | ---- | ----------------------- | --------------- | -------------- | ----- | ----------- |
| 1         | 6    | Marie-Josee Ta Lou      | Elfenbenskysten | 0,178          | 22,11 | Q, SB       |
| 2         | 5    | Shaunae Miller-Uibo     | Bahamas         | 0,154          | 22,14 | Q           |
| 3         | 7    | Mujinga Kambundji       | Schweiz         | 0,139          | 22,26 | q, NR       |
| 4         | 9    | Nzubechi Grace Nwokocha | Nigeria         | 0,172          | 22,47 | PB          |
| 5         | 8    | Aminatou Seyni          | Niger           | 0,156          | 22,54 | NR          |
| 6         | 4    | Anavia Battle           | USA             | 0,167          | 23,02 |             |
| 7         | 2    | Imke Vervaet            | Belgien         | 0,139          | 23,31 |             |
| 8         | 3    | Dalia Kaddari           | Italien         | 0,134          | 23,41 |             |
|           |      |                         |                 | Vind: +0,1 m/s |       |             |

### Finale
Resultatene var som følger:

| Placering | Bane | Udøvere                 | Nation          | Reaktion       | Tid   | Kommentarer |
| --------- | ---- | ----------------------- | --------------- | -------------- | ----- | ----------- |
| 1         | 7    | Elaine Thompson-Herah   | Jamaica         | 0,173          | 21,53 | NR          |
| 2         | 5    | Christine Mboma         | Namibia         | 0,169          | 21,81 | WU20R       |
| 3         | 3    | Gabrielle Thomas        | USA             | 0,159          | 21,87 |             |
| 4         | 4    | Shelly-Ann Fraser-Pryce | Jamaica         | 0,141          | 21,94 |             |
| 5         | 6    | Marie-Josee Ta Lou      | Elfenbenskysten | 0,150          | 22,27 |             |
| 6         | 8    | Beatrice Masilingi      | Namibia         | 0,166          | 22,28 | PB          |
| 7         | 2    | Mujinga Kambundji       | Schweiz         | 0,147          | 22,30 |             |
| 8         | 9    | Shaunae Miller-Uibo     | Bahamas         | 0,145          | 24,00 |             |
|           |      |                         |                 | Vind: +0,8 m/s |       |             |